# Lista de condes da Flandres
Os condes da Flandres foram os titulares do Condado da Flandres entre o século IX e a dissolução formal do condado depois da Revolução Francesa e a formação do reino de Bélgica em 1830, embora honorificamente o título ainda fosse empregado pelos Habsburgo de Áustria até 1919 e pelos príncipes herdeiros à coroa da Bélgica. Entre 1516 e 1700 todos os monarcas da casa de Habsburgo de Espanha, foram também Condes da Flandres. O Tratado de Utrecht de 1713 entregou a titularidade aos Habsburgo da Áustria até que depois da Revolução Francesa o condado foi anexado a França em 1795 e o título dissolvido. À criação do reino de Bélgica em 1830, o título foi empregado honorificamente pelos imperadores da Áustria e o é ainda como distinção dos príncipes herdeiros da Bélgica.

## Cronologia dos condes da Flandres

### Casa da Flandres

Brasão de Armas dos Condes da Flandres

Brasão de armas dos Condes de Hainaut

| #  | Nome         |  | Início do governo       | Fim do governo          | Cognome(s)        | Notas                                            |
| -- | ------------ |  | ----------------------- | ----------------------- | ----------------- | ------------------------------------------------ |
| 1  | Balduíno I   |  | 860                     | 879                     | O Braço de Ferro  | Primeiro conde da Flandres.                      |
| 2  | Balduíno II  |  | 879                     | 10 de Setembro de 918   | O Calvo           |                                                  |
| 3  | Arnulfo I    |  | 10 de Setembro de 918   | 28 de Março de 965      | O Grande, O Velho | Governa conjuntamente com o filho, Balduíno III. |
| 4  | Balduíno III |  | 958                     | 1 de Janeiro de 962     | O Jovem           | Governa conjuntamente com o pai, Arnulfo I.      |
| 5  | Arnulfo II   |  | 28 de Março de 965      | 30 de Março de 987      | O Jovem           |                                                  |
| 6  | Balduíno IV  |  | 30 de Março de 987      | 30 de Maio de 1035      | O Barbudo         |                                                  |
| 7  | Balduíno V   |  | 30 de Maio de 1035      | 1 de Setembro de 1067   | O Piedoso         |                                                  |
| 8  | Balduíno VI  |  | 1 de Setembro de 1067   | 17 de Julho de 1070     | O Bom             |                                                  |
| 9  | Arnulfo III  |  | 17 de Julho de 1070     | 22 de Fevereiro de 1071 | O Desafortunado   | Faleceu em batalha.                              |
| 10 | Roberto I    |  | 22 de Fevereiro de 1071 | 13 de Outubro de 1093   | O Frísio          |                                                  |
| 11 | Roberto II   |  | 13 de Outubro de 1093   | 5 de Outubro de 1111    | O Cruzado         |                                                  |
| 12 | Balduíno VII |  | 5 de Outubro de 1111    | 17 de Julho de 1119     | O Machado         | Não teve descendência.                           |

### Casa de Estridson
| #  | Nome     |  | Início do governo   | Fim do governo     | Cognome(s) | Notas                        |
| -- | -------- |  | ------------------- | ------------------ | ---------- | ---------------------------- |
| 13 | Carlos I |  | 17 de Julho de 1119 | 2 de Março de 1127 | O Bom      | Primo-irmão de Balduíno VII. |

### Casa de Normandia

Brasão da Normandia com os dois leopardos de ouro

| #  | Nome              |  | Início do governo  | Fim do governo      | Cognome(s) | Notas                  |
| -- | ----------------- |  | ------------------ | ------------------- | ---------- | ---------------------- |
| 14 | Guilherme I Clito |  | 2 de Março de 1127 | 28 de Julho de 1128 |            | Bisneto de Balduíno V. |

### Casa de Metz

Brasão de armas da Alsácia

| #  | Nome        |  | Início do governo     | Fim do governo         | Cognome(s) | Notas                                                          |
| -- | ----------- |  | --------------------- | ---------------------- | ---------- | -------------------------------------------------------------- |
| 15 | Teodorico I |  | 28 de Julho de 1128   | 17 de Janeiro de 1168  |            |                                                                |
| 16 | Filipe I    |  | 17 de Janeiro de 1168 | 1 de Agosto de 1191    | O Grande   |                                                                |
| 17 | Margarida I |  | 1 de Agosto de 1191   | 15 de Novembro de 1194 |            | Governa conjuntamente com o seu segundo esposo, Balduíno VIII. |

### Casa da Flandres
| #  | Nome          |  | Início do governo      | Fim do governo         | Cognome(s)            | Notas                                                            |
| -- | ------------- |  | ---------------------- | ---------------------- | --------------------- | ---------------------------------------------------------------- |
| 18 | Balduíno VIII |  | 1 de Agosto de 1191    | 15 de Novembro de 1194 | O Corajoso, O Valente | Governa conjuntamente com a esposa, Margarida I.                 |
| 19 | Balduíno IX   |  | 15 de Novembro de 1194 | 1205                   |                       |                                                                  |
| 20 | Joana         |  | 1205                   | 5 de Dezembro de 1244  |                       | Governa conjuntamente com os seus esposos, Fernando I e Tomás I. |

### Casa de Portugal

Brasão de armas de Portugal

| #  | Nome       |  | Início do governo | Fim do governo      | Cognome(s) | Notas |
| -- | ---------- |  | ----------------- | ------------------- | ---------- | --- |
| 21 | Fernando I |  | 1211              | 27 de Julho de 1233 |            | Filho de D. Sancho I e de D. Dulce de Aragão. Governa conjuntamente com a esposa, Joana. Também conde de Hainaut. |

### Casa de Saboia

Brasão de armas da Casa de Saboia

| #  | Nome    |  | Início do governo | Fim do governo | Cognome(s) | Notas                                                               |
| -- | ------- |  | ----------------- | -------------- | ---------- | ------------------------------------------------------------------- |
| 22 | Tomás I |  | 1237              | 1244           |            | Governa conjuntamente com a esposa, Joana. Também conde de Hainaut. |

### Casa da Flandres
| #  | Nome         |  | Início do governo     | Fim do governo          | Cognome(s) | Notas |
| -- | ------------ |  | --------------------- | ----------------------- | ---------- | --- |
| 23 | Margarida II |  | 5 de Dezembro de 1244 | 10 de Fevereiro de 1280 |            | Irmã de Joana. Também Condessa de Hainaut. Governa conjuntamente com o seu segundo esposo, Guilherme II. |

### Casa de Dampierre
| #  | Nome          |  | Início do governo       | Fim do governo         | Cognome(s) | Notas                                             |
| -- | ------------- |  | ----------------------- | ---------------------- | ---------- | ------------------------------------------------- |
| 24 | Guilherme II  |  | 1247                    | 6 de Junho de 1251     |            | Governa conjuntamente com a esposa, Margarida II. |
| 25 | Guido         |  | 10 de Fevereiro de 1280 | 7 de Março de 1305     |            |                                                   |
| 26 | Roberto III   |  | 7 de Março de 1305      | 17 de Setembro de 1322 |            |                                                   |
| 27 | Luís I        |  | 17 de Setembro de 1322  | 26 de Agosto de 1346   |            |                                                   |
| 28 | Luís II       |  | 26 de Agosto de 1346    | 30 de Janeiro de 1384  |            |                                                   |
| 29 | Margarida III |  | 30 de Janeiro de 1384   | 21 de Março de 1405    |            | Governa conjuntamente com o esposo, Filipe II.    |

### Casa de Valois

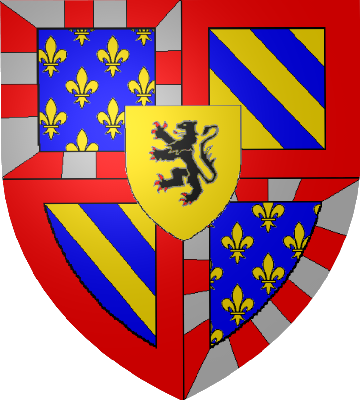
Escudo de armas de João sem Medo

| #  | Nome       |  | Início do governo      | Fim do governo         | Cognome(s)  | Notas                                                                           |
| -- | ---------- |  | ---------------------- | ---------------------- | ----------- | ------------------------------------------------------------------------------- |
| 30 | Filipe II  |  | 30 de Janeiro de 1384  | 27 de Abril de 1404    | O Bravo     | Governa conjuntamente com a sua esposa, Margarida II. Também duque da Borgonha. |
| 31 | João       |  | 21 de Março de 1405    | 10 de Setembro de 1419 | O Sem Medo  |                                                                                 |
| 32 | Filipe III |  | 10 de Setembro de 1419 | 15 de Junho de 1467    | O Bom       |                                                                                 |
| 33 | Carlos II  |  | 15 de Junho de 1467    | 5 de Janeiro de 1477   | O Temerário |                                                                                 |
| 34 | Maria I    |  | 5 de Janeiro de 1477   | 27 de Março de 1482    | A Rica      | Casou-se com Maximiliano I, que governou o condado em conjunto com a esposa.    |

### Casa de Habsburgo

Escudo de armas de Filipe V de Flandes (Filipe II da Espanha)

| #                     | Nome                 |  | Início do governo      | Fim do governo          | Cognome(s)    | Notas |
| --------------------- | -------------------- |  | ---------------------- | ----------------------- | ------------- | --- |
| 35                    | Maximiliano          |  | 5 de Janeiro de 1477   | 27 de Março de 1482     |               | Esposo e Co-governante de Maria. Também Sacro Imperador Romano-Germânico.                                                                                  |
| 36                    | Filipe IV            |  | 27 de Março de 1482    | 25 de Setembro de 1506  | o Belo        | |
| -                     | Margarida de Àustria |  | 25 de Setembro de 1506 | 24 de Fevereiro de 1515 |               | Irmã de Filipe, rege em nome do sobrinho, Carlos. |
| 37                    | Carlos III           |  | 25 de Setembro de 1506 | 16 de Janeiro de 1556   | O Imperador   | Dividiu o seu Império: deu para Filipe II os Países Baixos, as Coroas de Castela, Aragão, e Sicília e a Borgonha; o Sacro Império foi dado para Fernando I |
| 38                    | Filipe V             |  | 16 de Janeiro de 1556  | 13 de Setembro de 1598  | O Prudente    | |
| 39                    | Isabel Clara Eugénia |  | 13 de Setembro de 1598 | 13 de Julho de 1621     |               | |
| 40                    | Alberto de Áustria   |  | 13 de Setembro de 1598 | 13 de Julho de 1621     | O Pio         | Esposo e co-governante de Isabel Clara Eugénia. |
| 41                    | Filipe VI            |  | 31 de março de 1621    | 17 de Setembro de 1665  | O Grande      | Filipe III de Portugal; durante o seu reinado ocorreu a Restauração Portuguesa.                                                                            |
| -                     | Mariana de Àustria   |  | 17 de Setembro de 1665 | 6 de Novembro de 1675   |               | Viúva de Filipe, rege em nome do filho, Carlos. |
| 42                    | Carlos IV            |  | 6 de Novembro de 1675  | 1 de Novembro de 1700   | O Amaldiçoado | Não deixou herdeiros. |
| Trono vago: 1700-1713 |                      |  |                        |                         |               | |
| 43                    | Carlos V             |  | 1713                   | 20 de Outubro de 1740   |               | Não deixou herdeiros homens, veja também Guerra da Sucessão da Áustria.                                                                                    |
| 44                    | Maria II             |  | 20 de Outubro de 1740  | 29 de Novembro de 1780  |               | Também Rainha da Hungria. |

### Casa de Lorena
| #  | Nome        |  | Início do reinado     | Fim do reinado       | Cognome(s) | Notas                               |
| -- | ----------- |  | --------------------- | -------------------- | ---------- | ----------------------------------- |
| 45 | Francisco I |  | 20 de Outubro de 1740 | 18 de Agosto de 1765 |            | Governa conjuntamente com Maria II. |

### Casa de Habsburgo-Lorena
| #  | Nome         |  | Início do reinado       | Fim do reinado          | Cognome(s) | Notas                     |
| -- | ------------ |  | ----------------------- | ----------------------- | ---------- | ------------------------- |
| 38 | José I       |  | 18 de Agosto de 1765    | 20 de Fevereiro de 1790 |            |                           |
| 39 | Leopoldo I   |  | 20 de Fevereiro de 1790 | 1º de Março de 1792     |            | Irmão de José I.          |
| 40 | Francisco II |  | 1º de Março de 1792     | 1795                    |            | Último duque da Borgonha. |

- O título foi abolido após a Revolução Francesa e Flandres foi anexada à coroa Francesa em 1795. Francisco II renunciou à sua reivindicação sobre os Países Baixos no Tratado de Campo Formio em 1797 e a região permaneceu como parte da França até o final das Guerras Napoleônicas.

## Formação moderna ou atual

Brasão de armas da Casa de Orange-Nassau

### Casa de Orange-Nassau
Não houve reclamantes após 1839
Em 1815, o Reino Unido, da Holanda foi estabelecido pelo Congresso de Viena e Guilherme I dos Países Baixos foi feito rei da Holanda (latim: Bélgica rex). A revolução belga de 1830 causou uma divisão no reino entre o norte e o sul do país. Nem ele (Guilherme) nem seus descendentes foram completados em suas reivindicações ao título de conde de Flandres, após 1839, quando um tratado de paz entre o Reino dos Países Baixos e Bélgica foi assinado.

### Príncipes da Bélgica: Casa deSaxe-Coburgo-Gota
| # | Nome              |  | Início do reinado      | Fim do reinado         | Cognome(s) | Notas |
| - | ----------------- |  | ---------------------- | ---------------------- | ---------- | ----- |
| 1 | Filipe da Bélgica |  | 14 de dezembro de 1840 | 17 de Novembro de 1905 |            |       |
| 2 | Carlos da Bélgica |  | 31 de janeiro de 1910  | 1 de Junho de 1983     |            |       |

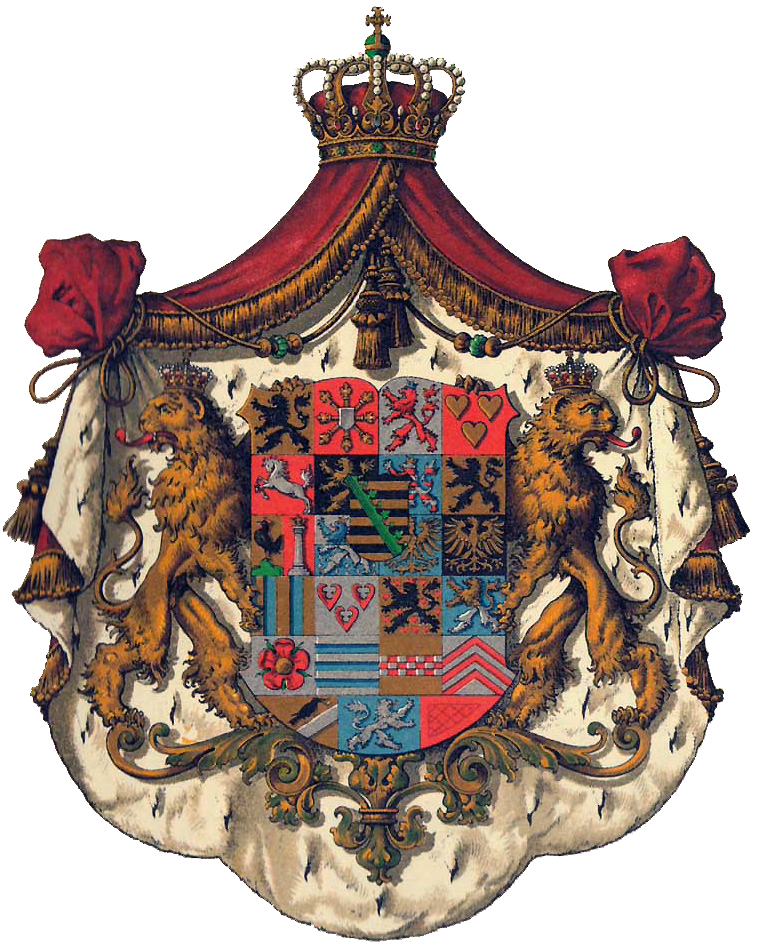
Escudo de armas da Casa de Saxe-Coburgo-Gota

A partir de 1983, o título deixou de ser conferido.

### Casa de Bourbon
| # | Nome                   |  | Início do governo      | Fim do governo | Cognome(s) | Notas |
| - | ---------------------- |  | ---------------------- | -------------- | ---------- | ----- |
| 3 | João Carlos da Espanha |  | 22 de Novembro de 1975 | Presente       |            |       |

O título de conde de Flandres passou a ser um dos títulos da Coroa espanhola. É apenas um título histórico ou honorífico, que é apenas nominal e de uso tão somente cerimonial.